# سوربهي شاندنا
سوربهي شاندنا هي ممثلة هندية ولدت سنة 1989، ظهرت في عدة مسلسلات منها:قبول (مسلسل) للعشق جنون وغيرها من المسلسلات، كما ظهرت في فيلم بوبي جاسوس.

## أعمالها

### أفلام
| السنة | العمل             | مصادر |
| ----- | ----------------- | ----- |
| 2014  | بوبي جاسوس (فيلم) | [ 1 ] |

### مسلسلات
| السنة     | العمل                                         | الدور            | مصادر             |
| --------- | --------------------------------------------- | ---------------- | ----------------- |
| 2009      | المنظور المختلف لتاراك ميهتا                  | Sweety           | [ 2 ]             |
| 2013      | Ek Nanad Ki Khushiyon Ki Chaabi...Meri Bhabhi | Suzanne          |                   |
| 2014–2015 | قبول (مسلسل)                                  | Haya Qureshi     | [ 3 ]             |
| 2015      | Aahat                                         | Sia              | [ 4 ]             |
| 2016–2018 | للعشق جنون                                    | Annika Trivedi   | [ 5 ] [ 6 ] [ 7 ] |
| 2017      | Dil Boley Oberoi                              | Annika Trivedi   |                   |
| 2019–2020 | داوني                                         | Dr. Ishani Arora | [ 8 ] [ 9 ]       |
| 2021      | 5 Naagin                                      | bani             | [ 10 ]            |

## روابط خارجية
- سوربهي شاندنا على موقع IMDb (الإنجليزية)